# کارل هاینز تیلن
کارل هاینز تیلن (انگلیسی: Karl-Heinz Thielen؛ زادهٔ ۲ آوریل ۱۹۴۰) بازیکن فوتبال اهل آلمان است.
از باشگاه‌هایی که در آن بازی کرده‌است می‌توان به باشگاه فوتبال کلن اشاره کرد.
وی همچنین در تیم ملی فوتبال آلمان بازی کرده‌است.